# Ђорђо Консолини
Ђорђо Консолини (Болоња, 28. август 1920 — Болоња, 28. април 2012, Болоња) био је италијански певач. Године 1954. је победио на Санремо музичком фестивалу у партнерству са Ђином Латиљом, са песмом Tutte le mamme.